# Gastromyzon extrorsus
Gastromyzon extrorsus är en fiskart som beskrevs av Tan 2006. Gastromyzon extrorsus ingår i släktet Gastromyzon och familjen grönlingsfiskar. Inga underarter finns listade i Catalogue of Life.